# Mulu Hailemichael
Mulu Kinfe Hailemichael (Adigrat, Etiópia 12 de junho de 1999) é um ciclista etíope, membro da equipa Caja Rural-Seguros RGA.

## Biografia
Desconhecido até então, revelou-se no final de 2018 ao terminar terceiro e melhor escalador na Tour de Ruanda, aos 19 anos.
Em 2019 foi recrutado por Dimension Data for Qhubeka, reserva da equipa World Tour do mesmo nome. Em julho, distinguiu-se por terminar quinto e melhor escalador no Giro do Vale de Aosta. Uma semana depois, ganhou Bassano-Monte Grappa, uma corrida famosa no calendário amador italiano. Depois uniu-se à equipa Delko Marseille Provence em 2020.

## Palmarés
- 2020
  - 1 etapa no Tour de Ruanda

## Equipas
- Dimension Data for Qhubeka (2019)
- Team Delko (2020-2021)
  - NIPPO DELKO One Provence (2020)
  - Team Delko (2021)
- Global 6 Cycling (2022)
- Caja Rural-Seguros RGA (2021-)